# Lara Wolters
Pour les articles homonymes, voir Wolters.
Lara Wolters, née le 12 avril 1986 à Amsterdam, est une femme politique néerlandaise, membre du Parti travailliste (PvdA) et députée européenne depuis 2019.

## Carrière politique
Candidate lors des élections européennes du 23 mai 2019, elle fait son entrée au Parlement européen le 4 juillet suivant en remplacement de Frans Timmermans, qui a renoncé à siéger au sein du S&D. Elle est membre de la commission du contrôle budgétaire et vice-présidente de la commission des affaires juridiques.
À ce titre, elle est rapporteure sur la directive CSRD relative au devoir de diligence en matière de développement durable des entreprises, après avoir dirigé une résolution parlementaire appelant à une législation visant à rendre les entreprises responsables de questions telles que l'exploitation des travailleurs, les violations des droits de l'homme et les dommages environnementaux.
Elle est réélue en 2024.